# Raghunathpur (Mahottari)
Raghunathpur (nep. रघुनाथपुर) – gaun wikas samiti w środkowej części Nepalu w strefie Dźanakpur w dystrykcie Mahottari. Według nepalskiego spisu powszechnego z 2001 roku liczył on 830 gospodarstw domowych i 5060 mieszkańców (2413 kobiet i 2647 mężczyzn).